# Hulstina aethalodaria
Hulstina aethalodaria är en fjärilsart som beskrevs av Dyar 1908. Hulstina aethalodaria ingår i släktet Hulstina och familjen mätare. Inga underarter finns listade i Catalogue of Life.